# Невидимий знак (фільм, 1918)
«Невидимий знак» (англ. The Sign Invisible) — американська драма режисера Едгара Льюїса 1918 року.

## У ролях
- Мітчелл Льюїс — Лон Дір
- Віктор Сазерленд — доктор Роберт Вінстон
- Вільям А. Вільямс — преподобний Рене Мерсьє
- Едвард Роузман — Лу Барібо
- Мейбл Жюльєнна Скотт — Жанетт Мерсьє
- Гедда Нова — Вайнона
- Філ Санфорд — Моніган
- Рей Чамберлен — П'єр
- Вільям Кавано — Чин Лоо